# وضع الطيران

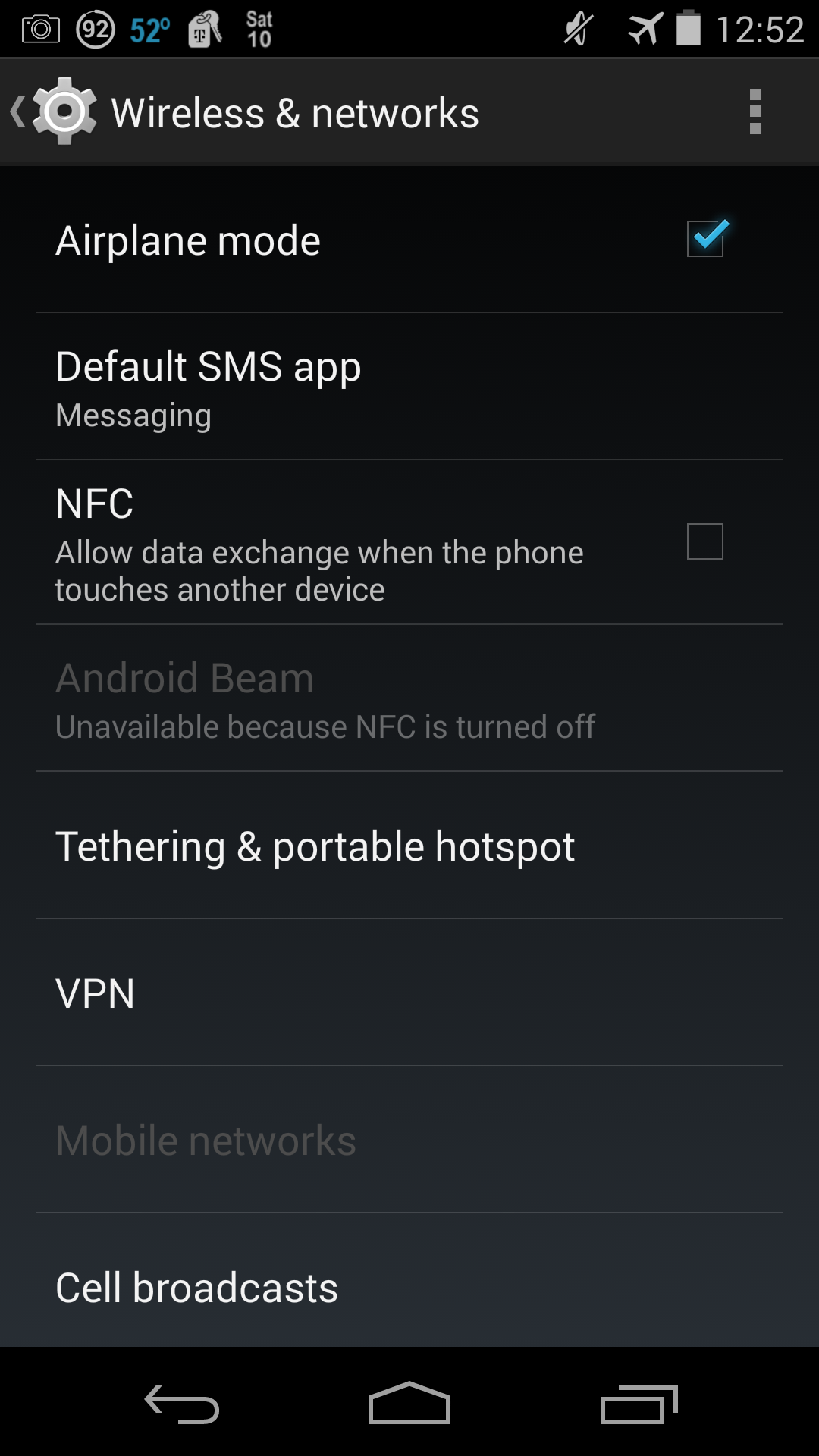
اعدادت وضع الطيران في الهواتف المحمولة

وضع الطائرة (Airplane mode) المعروف أيضًا باسم وضع الطائرة (aeroplane mode) أو وضع الطيران (flight mode) أو وضع عدم الاتصال (offline mode) أو الوضع المستقل (standalone mode) هو إعداد متاح على الهواتف الذكية والأجهزة المحمولة الأخرى. عند التنشيط، يوقف هذا الوضع تقنيات إرسال إشارات التردد اللاسلكي (RF) للجهاز (على سبيل المثال، بلوتوث، والاتصال الهاتفي، والوايي فاي)، مما يؤدي إلى تعطيل جميع خدمات البيانات الصوتية والرقمية بشكل فعال، عند تنفيذها بشكل صحيح بواسطة مؤلف برنامج الجهاز الإلكتروني. عندما أصبحت الهواتف الخلوية منتشرة في التسعينيات، كانت بعض سماعات الاتصالات لطياري الطائرات تسجل نقرة مسموعة عندما يقوم الهاتف الخلوي على متن الطائرة بإرسال إشارة. هذا النقر على سماعات الرأس أصبح مشتتًا بشكل كبير للتحكم في هيكل الطائرة، مع المزيد والمزيد من المكالمات الهاتفية من ركاب الطائرة مع مرور الوقت. وأدى ذلك إلى حظر استخدام الأجهزة الإلكترونية على الطائرات، ودخول عصر وضع الطيران. تباينت حالة السفر بالطائرة تطوير جهاز الشبكة الخلوية من الأجهزة إلى البرامج وتم إنشاء الهاتف الذكي.
تم تسمية هذا الوضع لأن معظم شركات الطيران تحظر استخدام المعدات التي ترسل إشارات التردد اللاسلكي أثناء الطيران. عادةً، لا يمكن إجراء مكالمات هاتفية أو إرسال رسائل في وضع الطيران، لكن بعض الهواتف الذكية تسمح بإجراء مكالمات لخدمات الطوارئ. تسمح معظم الأجهزة بالاستخدام المستمر لعملاء البريد الإلكتروني وتطبيقات الأجهزة المحمولة الأخرى لكتابة رسائل نصية أو رسائل بريد إلكتروني. يتم تخزين الرسائل في الذاكرة لإرسالها لاحقًا، بمجرد تعطيل وضع الطيران.
يمكن تمكين الواي فاي وبلوتوث بشكل منفصل عندما يكون الجهاز في وضع الطيران الزائفة، كما يسمح به مشغل الطائرة. قد لا يتم إعاقة استقبال إشارات التردد اللاسلكي (مثل أجهزة استقبال الراديو وخدمات الملاحة عبر الأقمار الصناعية) بواسطة وضع الطيران؛ ومع ذلك، هناك حاجة إلى كل من أجهزة الإرسال والاستقبال لتلقي المكالمات والرسائل، حتى في حالة عدم الرد عليها.
نظرًا لإغلاق أجهزة إرسال الجهاز عندما تكون في وضع الطيران، فإن الوضع يقلل من استهلاك الطاقة ويزيد من عمر البطارية.

## الوضع القانوني في دول مختلفة
- الصين: قبل سبتمبر 2017، لم يُسمح مطلقًا باستخدام جميع الهواتف المحمولة، حتى مع وضع الطيران، أثناء الرحلة على الرغم من أنه يمكن استخدام الأجهزة الأخرى أثناء الإبحار على ارتفاع. في 18 سبتمبر 2017، خففت هيئة الطيران المدني الصينية هذه القواعد وسمحت لجميع شركات الطيران الصينية بالسماح باستخدام الأجهزة الإلكترونية المحمولة (PEDs) طوال الرحلة طالما أنها في وضع الطيران.[3]
- أوروبا: في 9 ديسمبر 2013، قامت وكالة سلامة الطيران الأوروبية بتحديث إرشاداتها بشأن الأجهزة الإلكترونية المحمولة (PEDs)، مما يسمح باستخدامها طوال الرحلة طالما تم ضبطها في وضع الطيران.[4]
- الهند: في 23 أبريل 2014، عدلت المديرية العامة للطيران المدني (DGCA) القاعدة التي تحظر استخدام الأجهزة الإلكترونية المحمولة والسماح باستخدامها في جميع مراحل الرحلة.[5]
- الولايات المتحدة: في مراجعة منقحة في أكتوبر 2013، قدمت إدارة الطيران الفيدرالية الأمريكية (FAA) توصية بشأن استخدام الأجهزة الإلكترونية في «وضع الطيران» - يجب تعطيل الاتصالات الهاتفية الخلوية، بينما يمكن استخدام الواي فاي إذا كان يقدمه الناقل. يُسمح بالإرسال قصير المدى مثل البلوتوث على متن الطائرات التي يمكنها تحمله. يستشهد البيان بالممارسة الشائعة لمشغلي الطائرات الذين يمكن لطائراتهم أن تتسامح مع استخدام هذه الأجهزة الإلكترونية الشخصية، ولكن قد يظل استخدامها محظورًا في بعض طرازات الطائرات.[6]

## روابط خارجية
- سياسة الهاتف المحمول لشركة Copa Airlines
- سياسة QANTAS بشأن استخدام وضع الطيران